# Taillefontaine
Taillefontaine é uma comuna francesa na região administrativa de Altos da França, no departamento de Aisne. Estende-se por uma área de 10,63 km². Em 2010 a comuna tinha 283 habitantes (densidade: 26,6 hab./km²).